# 目黒郁朗
目黒 郁朗（めぐろ いくろう）は日本の画家。関西美術家平和会議会員。大阪府在住。

## 経歴
2016年、東京都美術館で開催された『第5回九条美術展』へ出展。同展では、美術家の妹尾河童による講演会が開催された。2015年には、『第4回アート・フェア』に出展。2024年には、大阪府で個展『目黒郁朗模索展』を開催。
21世紀に入り、美術展への若者の出展が減少していることを危惧しておりしており、多世代の人々の考えや表現を共有できるための場を作ろうと模索をしている。
2024年8月6日には広島県を訪れ原爆ドーム合作絵画の会へ参加し、筆を入れた。

## 出演
- 広島原爆79年特集「国籍を超え平和を描く 原爆ドーム合作絵画の会」（2024年8月7日、チョキサウルス協会）